# Alexandre Pilat
Alexandre Pilat (Saint-Priest-en-Jarez, 20 de abril de 1989) es un deportista francés que compitió en remo.
Ganó una medalla de plata en el Campeonato Mundial de Remo de 2010 y una medalla de bronce en el Campeonato Europeo de Remo de 2010, ambas en la prueba de cuatro scull ligero.

## Palmarés internacional
| Campeonato Mundial | Campeonato Mundial          | Campeonato Mundial | Campeonato Mundial  |
| Año                | Lugar                       | Medalla            | Prueba              |
| ------------------ | --------------------------- | ------------------ | ------------------- |
| 2010               | Cambridge (Nueva Zelanda)   | Medalla de plata   | Cuatro scull ligero |
| Campeonato Europeo |                             |                    |                     |
| Año                | Lugar                       | Medalla            | Prueba              |
| 2010               | Montemor-o-Velho (Portugal) | Medalla de bronce  | Cuatro scull ligero |